# Voleibol nos Jogos Olímpicos de Verão de 1988
O voleibol nos Jogos Olímpicos de Verão de 1988 foi realizado em Seul, na Coreia do Sul.

## Eventos
Dois eventos da modalidade distribuíram medalhas nos Jogos:
- Torneio masculino (12 equipes)
- Torneio feminino (8 equipes)

## Qualificação
Foi permitido para cada Comitê Olímpico Nacional (CON) competir com apenas um time em cada torneio (masculino e feminino). Como país-sede, a Coreia do Sul teve garantida uma vaga em cada um dos torneios.
Masculino
| Torneio de qualificação          | Data                                 | Sede             | Vagas | Qualificados    |  |
| -------------------------------- | ------------------------------------ | ---------------- | ----- | --------------- |  |
| País-sede                        | 30 de setembro de 1981               | Baden-Baden      | 1     | Coreia do Sul   |  |
| Jogos Olímpicos de 1984          | 29 de julho–11 de agosto de 1984     | Los Angeles      | 1     | Estados Unidos  |  |
| Copa do Mundo de 1985            | 22 de novembro–1 de dezembro de 1985 | Japão            | 1     | União Soviética |  |
| Campeonato Mundial de 1986       | 25 de setembro–5 de outubro de 1986  | França           | 1     | Bulgária        |  |
| Campeonato Africano de 1987      | Dezembro de 1987                     | Túnis            | 1     | Tunísia         |  |
| Campeonato Asiático de 1987      | 15–25 de outubro de 1987             | Cidade do Kuwait | 1     | Japão           |  |
| Campeonato Europeu de 1987       | 25 de setembro–3 de outubro de 1987  | Bélgica          | 1     | França          |  |
| Campeonato da NORCECA de 1987    | 12–19 de junho de 1987               | Havana           | 1     | Cuba · Itália   |  |
| Campeonato Sul-americano de 1971 | 20–27 de setembro de 1987            | Montevidéu       | 1     | Brasil          |  |
| 1º Qualificatório Mundial        | 10–17 de maio de 1987                | Brasília         | 1     | Argentina       |  |
| 2º Qualificatório Mundial        | 31 de janeiro–7 de fevereiro de 1988 | Amsterdã         | 1     | Países Baixos   |  |
| 3º Qualificatório Mundial        | 20–25 de maio de 1988                | Florença         | 1     | Suécia          |  |
| Total                            |                                      |                  | 12    |                 |  |

Feminino
| Torneio de qualificação          | Data                                | Sede           | Vagas | Qualificados      |  |
| -------------------------------- | ----------------------------------- | -------------- | ----- | ----------------- |  |
| País-sede                        | 30 de setembro de 1981              | Baden-Baden    | 1     | Coreia do Sul     |  |
| Jogos Olímpicos de 1988          | 30 de julho–7 de agosto de 1984     | Los Angeles    | 1     | China             |  |
| Campeonato Mundial de 1986       | 2–13 de setembro de 1986            | Praga          | 1     | Cuba · Brasil     |  |
| Campeonato Asiático de 1987      | 6–14 de junho de 1987               | Xangai         | 1     | Japão             |  |
| Campeonato Europeu de 1987       | 25 de setembro–3 de outubro de 1987 | Auderghem      | 1     | Alemanha Oriental |  |
| Campeonato da NORCECA de 1987    | 12-19 de junho de 1987              | Havana         | 1     | Estados Unidos    |  |
| Campeonato Sul-americano de 1987 | 20-29 de setembro de 1987           | Punta del Este | 1     | Peru              |  |
| Qualificatório Mundial           | —                                   | Itália         | 1     | União Soviética   |  |
| Total                            |                                     |                | 8     |                   |  |

## Medalhistas
Os Estados Unidos foram campeões olímpicos de voleibol pela segunda vez consecutiva, derrotando a União Soviética na final. A Argentina ganhou o bronze frente ao Brasil. No feminino, a União Soviética superou a equipe do Peru para ganhar a medalha de ouro e seu quarto título no torneio, enquanto a seleção da China foi bronze ao derrotar a seleção japonesa.
| Evento             | Ouro | Prata | Bronze |
| ------------------ | --- | --- | --- |
| Masculino detalhes | Troy Tanner Dave Saunders Jon Root Bob Ctvrtlik Doug Partie Steve Timmons Craig Buck Scott Fortune Ricci Luyties Jeff Stork Eric Sato Karch Kiraly USA Estados Unidos                                                      | Yury Panchenko Andrey Kuznetsov Vyacheslav Zaytsev Igor Runov Vladimir Shkurikhin Yevgeny Krasilnikov Raimonds Vilde Valery Losev Yury Sapega Oleksandr Sorokalet Yaroslav Antonov Yury Cherednik URS União Soviética | Claudio Zulianello Daniel Castellani Eduardo Martínez Alejandro Diz Daniel Colla Carlos Weber Hugo Conte Waldo Kantor Raúl Quiroga Jon Uriarte José de Palma Juan Carlos Cuminetti ARG Argentina |
| Feminino detalhes  | Valentina Ogiyenko Yelena Volkova Marina Kumysh Irina Smirnova Tatyana Sidorenko Irina Parkhomchuk Tatyana Kraynova Olga Shkurnova Marina Nikulina Elena Chebukina Olga Krivosheyeva Svetlana Korytova URS União Soviética | Cenaida Uribe Rosa García Gabriela Pérez Isabel Heredia Cecilia Tait Luisa Cervera Denise Fajardo Alejandra de la Guerra Gina Torrealva Natalia Málaga Miriam Gallardo Kathy Horny PER Peru                           | Li Guojun Hou Yuzhu Yang Xilan Su Huijuan Jiang Ying Cui Yongmei Yang Xiaojun Zheng Meizhu Wu Dan Li Yueming Wang Yajun Zhao Hong CHN China                                                      |

## Quadro de medalhas do voleibol
| Ordem | País                | Medalha de ouro | Medalha de prata | Medalha de bronze | Total |
| ----- | ------------------- | --------------- | ---------------- | ----------------- | ----- |
| 1     | URS União Soviética | 1               | 1                | 0                 | 2     |
| 2     | USA Estados Unidos  | 1               | 0                | 0                 | 1     |
| 3     | PER Peru            | 0               | 1                | 0                 | 1     |
| 4     | ARG Argentina       | 0               | 0                | 1                 | 1     |
| 4     | CHN China           | 0               | 0                | 1                 | 1     |